# Park Place (Dubái)
El Park Place es un rascacielos situado en el Sheikh Zayed Road de Dubái, Emiratos Árabes Unidos. Este rascacielos tiene una altura de 234,1 metros. La torre es de uso mixto, se utiliza para oficinas, hotel, y apartamentos. El edificio que costó unos 65 millones de dólares, se sitúa en la actualidad como décimo edificio más elevado de Dubái. Su construcción comenzó en el año 2004 y finalizó en 2007. 

## Galería

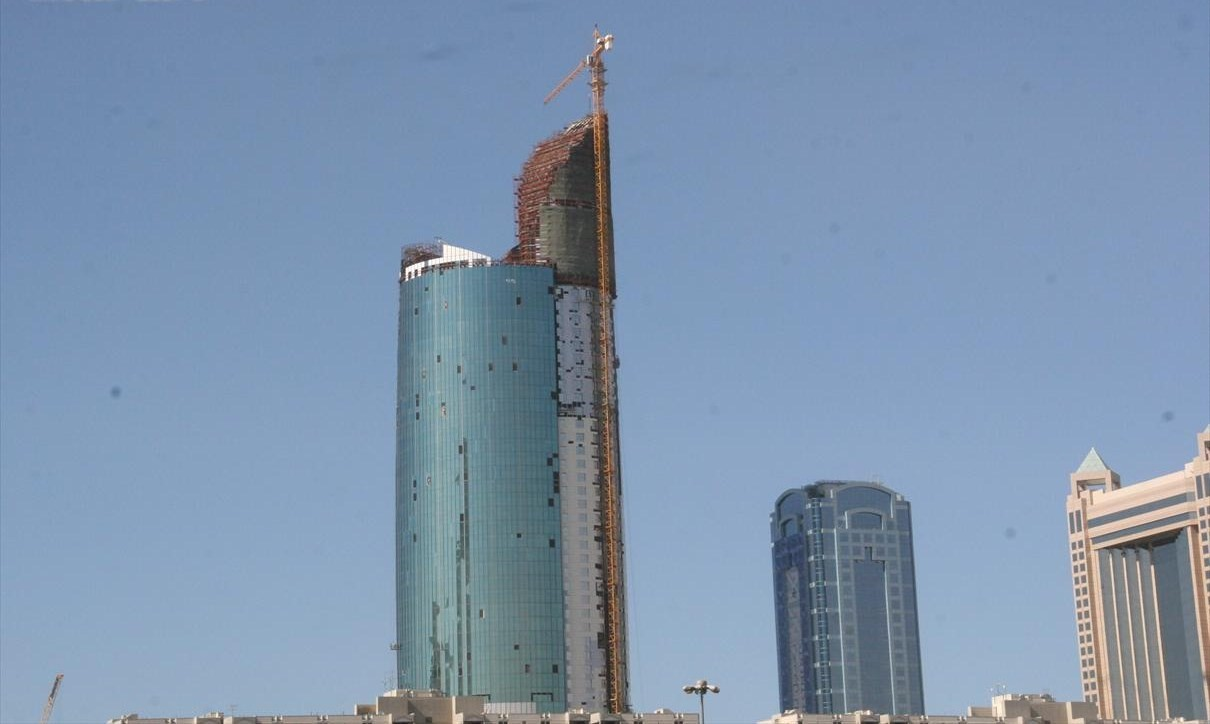
24 de enero de 2007
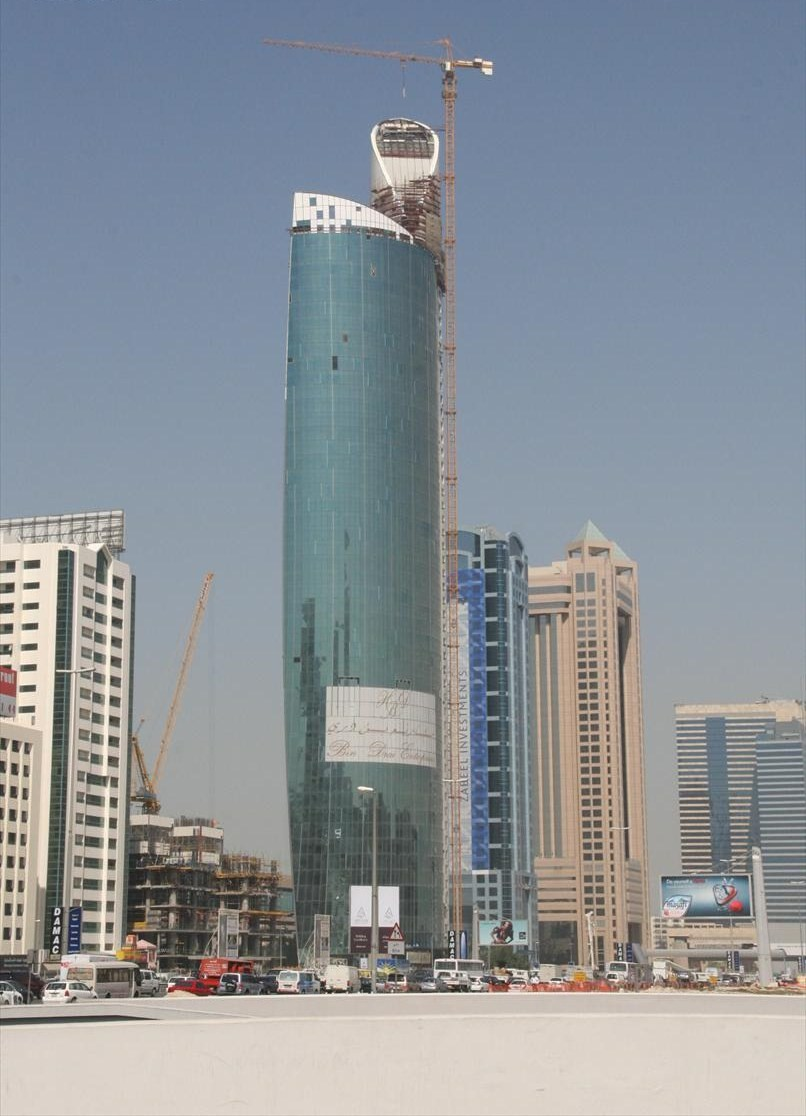
1 de marzo de 2007
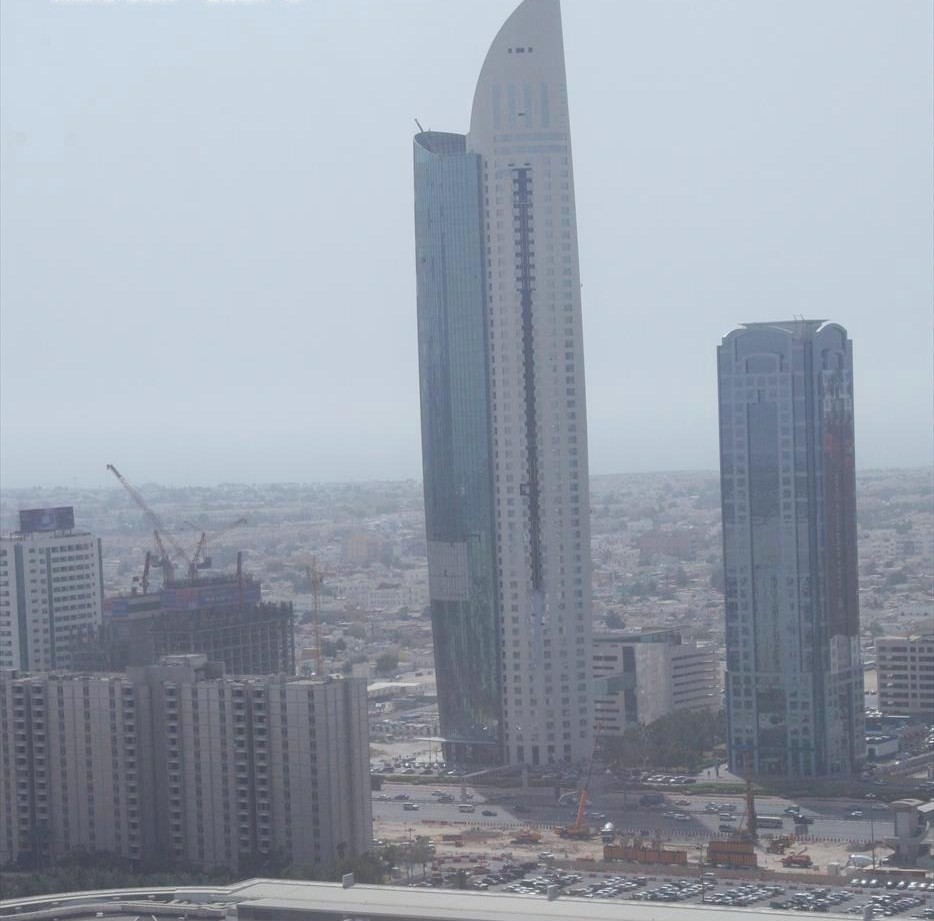
1 de mayo de 2007